# Ísjaki
Ísjaki è un singolo del gruppo musicale islandese Sigur Rós, pubblicato il 29 aprile 2013 come secondo estratto dal settimo album in studio Kveikur.

## Descrizione
Il brano presenta sonorità più soft rispetto al precedente singolo, con la critica specializzata che lo ha accostato alle loro prime pubblicazioni. In particolar modo risulta influenzato dal dream pop, con un costante uso del glockenspiel e un ritornello sostenuto.

## Tracce
1. Ísjaki – 5:03

## Formazione
Gruppo
- Jón Þór Birgisson – voce, chitarra, tastiera
- Orri Páll Dýrason – batteria
- Georg Hólm – basso

Altri musicisti
- Daníel Bjarnason – arrangiamento strumenti ad arco
- Una Sveinbjarnardóttir – strumenti ad arco
- Pálína Árnadóttir – strumenti ad arco
- Þórunn Ósk Marinósdóttir – strumenti ad arco
- Margrét Árnadóttir – strumenti ad arco
- Borgar Magnason – strumenti ad arco
- Eiríkur Orri Ólafsson – arrangiamento ottoni, ottoni
- Bergrún Snæbjörnsdóttir – ottoni
- Sigrún Jónsdóttir – ottoni

Produzione
- Sigur Rós – produzione, registrazione
- Alex Somers – registrazione, missaggio
- Birgir Jón Birgisson – registrazione
- Rich Costey – missaggio
- Elisabeth Carlsson – assistenza al missaggio
- Chris Kasych – assistenza al missaggio
- Eric Isip – assistenza al missaggio
- Laura Sisk – assistenza al missaggio
- Ted Jensen – mastering
- Valgeir Sigurðsson – registrazione strumenti ad arco

## Classifica
| Classifica (2013) | Posizione massima |
| ----------------- | ----------------- |
| Islanda           | 12                |